# Konstrakta
Konstrakta (in serbo Констракта?), pseudonimo di Ana Đurić, nata Ignjatović (in serbo Ана Ђурић?; Belgrado, 12 ottobre 1978), è una cantante serba.
Ha rappresentato la Serbia all'Eurovision Song Contest 2022 con il brano In corpore sano, classificandosi 5ª nella classifica finale.

## Biografia
Nata nel 1978 a Belgrado.  Ha conseguito una laurea in architettura presso l'Università di Belgrado.  Ha lavorato nel settore dell'architettura per cinque anni.  La sua carriera musicale come cantautrice, compositrice e cantante è iniziata nel 2001. Zemlja gruva è una band che si colloca ai vertici della scena musicale serba.  Con la band Zemlja gruva, si è esibita in tutti i festival musicali più importanti in Serbia e nei paesi dei Balcani occidentali, incluso come atto di apertura per le celebrità globali più quotate - Cee Lo Green, Nouvelle vague, e sicuramente il più importante è stato l'apertura, recitare all'ultimo concerto di Amy Winehouse, che si è tenuto a Belgrado nel 2011.  Dal 2020 ha iniziato a pubblicare la propria musica con il nome Konstrakta.  La musica ora è diventata principalmente un trasportatore per i testi che scrive.  Si interessa di fenomeni sociali ed emotivi contemporanei.  Ogni canzone copre un argomento specifico, dal suo punto di vista personale.  È la designer concettuale o almeno prende parte alla progettazione concettuale di ogni video musicale che pubblica.  Progetta anche elementi visivi e la grafici per Zemlja gruva, così come per le canzoni pubblicate a suo nome.  Oltre a scrivere musica, si è occupata anche della prenotazione di atti, dell'organizzazione di concerti e della gestione dei rapporti con la stampa per la sua band.
Konstrakta utilizza il suo nome d'arte, basato sul termine inglese constructed, da quando aveva 20 anni, che le fu attribuito dai suoi amici e colleghi di studio. Ha iniziato a esibirsi insieme al gruppo Mistake Mistake debuttando nel 2003, mentre nel 2007 è stata co-fondatrice dei Zemlja Gruva (Land of Groove)  complesso che ha ottenuto successo in Serbia negli anni successivi grazie agli album WTF Is Gruvlend? (2010) e Šta stvarno želiš? (2016) e uno studio chiamato Grooveland.
La sua carriera da solista inizia nel 2019 Konstrakta con la pubblicazione del singolo Žvake, seguito l'anno successivo da Neam šamana. Nel 2022 è stata annunciata fra i trentasei artisti partecipanti a Pesma za Evroviziju '22, il programma di selezione del rappresentante serbo all'annuale Eurovision Song Contest, dove ha presentato l'inedito In corpore sano. È risultata la vincitrice dell'evento, ottenendo il primo posto sia nel voto della giuria che nel televoto, diventando di diritto la rappresentante serba a Torino. Il brano ha in seguito debuttato in vetta alla Croatia Songs di Billboard, posizione che ha mantenuto per una seconda settimana di fila, e si è aggiudicato il Marcel Bezençon Award al premio artistico. Nel maggio successivo, dopo essersi qualificata dalla seconda semifinale, Konstrakta si è esibita nella finale eurovisiva, dove si è piazzata al 5º posto su 25 partecipanti con 312 punti totalizzati, di cui 225 provenienti dal televoto, che l'hanno resa la 4ª preferita dal pubblico della serata.
Poche settimane dopo l'evento si è esibita al Sea Star Festival di Umago, in Croazia. Nel luglio 2022 Konstrakta e i Zemlja gruva si sono esibiti come headliner sul palco principale del festival EXIT. Nello stesso mese Konstrakta ha ricevuto il "Premio per l'evento architettonico dell'anno" onorario dall'Associazione degli architetti di Belgrado.

## Vita privata
È sposata dal 2009 con l'architetto Milan Đurić e ha due figli. Ha rivelato che preferisce mantenere segreta la sua vita privata e si è rifiutata di condividere pubblicamente le sue opinioni politiche.

## Discografia

### EP
- 2023 – Triptih

### Raccolte
- 2023 – Biti zdrava

### Singoli
- 2019 – Žvake
- 2020 – Neam šamana
- 2022 – In corpore sano
- 2022 – Mekano
- 2022 – Nobl
- 2023 – Evo, obećavam!
- 2024 – Novo, bolje
- 2024 – Zabava

#### Come featuring
- 2022 – Črni čaj (Antonio Bratoš feat. Konstrakta)